# Adiantum gravesii
Adiantum gravesii är en kantbräkenväxtart som beskrevs av Henry Fletcher Hance. Adiantum gravesii ingår i släktet Adiantum och familjen Pteridaceae. Inga underarter finns listade.